# 报道 (朝鲜中央电视台)
报道（朝鲜语：／ bodo）是朝鲜中央电视台的综合新闻节目。

## 播出时间
- 首播时间：平壤时间下午5時（節目時長約為10分鐘）；
- 第二次播出时间：晚间8時（節目時長約為25分鐘至30分鐘；包括天氣預報）；
- 第三次播出时间：此时间段节目名为《今日报道选》（오늘의 보도 중에서），視先前節目完結時間，通常是晚间10時後不久播出。節目時長約為10分鐘至25分鐘；包括天氣預報[註 7][1]。

## 內容
| 章节               | 介绍 |
| ------------------ | --- |
| 最高領導人革命活動 | 通常为朝鮮最高领导人金正恩的外事，考察与其他活动。 如确有此类新闻播出，在每日的三次《报道》时段均会最先播出。布景为白头山（长白山）天池。 |
| 國內新聞           | 朝鮮國內各地的生產建設消息、文化體育消息。                                                                                                |
| 國際消息           | 國際新聞簡訊（包括南朝鮮（韓國）消息）、國際體育消息。                                                                                    |
| 天氣預報           | 預報朝鮮全國各地以及周邊海域（如朝鮮西海（黃海）、朝鮮東海（日本海））的氣象狀況。                                                        |

## 2020年以来的新闻标题模板

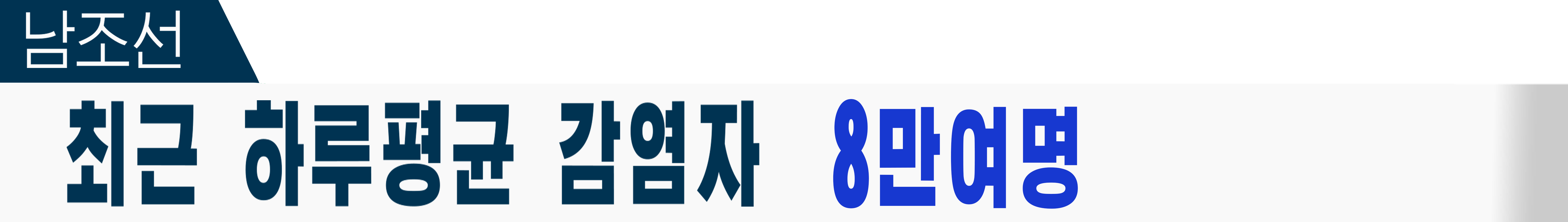
2020年
2021年
2020年
2023年年中
2023年下半年
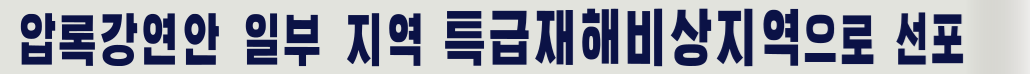
2024年

## 片头变迁
| - 1990年至21世纪初 - 无片头，直接进入演播室 - 约2000年至2004年 - 多重视窗+矗立在云中的千里马铜像，数秒后出现“”字样 - 2004年至2009年 - 首先出现主体思想塔，当“”字样闪烁一次后，镜头移动到火炬台，两侧喷射出“”字样数秒后出现金字“”字样。 - 2009年至2012年 - 旋转中的地球，随后出现主体思想塔，随后出现“”金字（音乐：《武装起来保卫我们的最高司令官》） - 2012年9月10日至2014年8月11日 - 首先出现主体思想塔，其后飞出地球，随后主体思想塔消失并随着一道光线后，出现“”字样，右侧为工人、農民和知識分子三人塑像。（音乐：《朝鲜的力量》） - 2014年8月14日至今 - 出现世界地图（不完整，地图中的新西兰完全消失），随后镜头拉近到朝鲜半岛。然后在地球下出现一系列新闻片带，最后出现被朝鲜国旗包裹的地球（片中中国部分存在明显错误，且朝鲜半岛被明显放大），下标“”字样。 |

## 主持人
- 李春姬[4]
- 柳正玉
- 全成姬

## 改革
在2006年，《報道》开始以平壤風景照和西海水閘的圖片，取代之前已使用多年的天藍色背景。
2012年3月中旬，朝鮮中央電視台的新聞播音室進行了現代化改造，新聞演播室擁有了採用電腦繪圖技術製成的天藍色背景，並且還配備了提字器。
2014年，《報道》首次採用了虛擬演播室技術製作節目，並更改開場片頭。
在2019年3月27日的《報道》中，電視台罕有地使用大量電視效果，包括較年輕的報道員，虛擬背景及字體、縮時拍攝、以及空中無人機拍攝，被外媒形容為電視台高科技的嘗試，可惜的是，第二天的報道被改為原狀。

## 引用
1. ↑  . KCNA Watch.   [2021-04-15]. （原始内容存档于2021-03-21） （美国英语）.
2. ↑  . 浙江在线. 2007-07-05  [2023-10-07]. （原始内容存档于2023-11-17）.
3. ↑  文艺青年津郑壹. . www.bilibili.com.   [2021-04-15]. （原始内容存档于2021-08-12）.
4. ↑  ,   [2021-04-13], （原始内容存档于2021-04-23） （中文（中国大陆））
5. ↑  ,   [2021-04-16], （原始内容存档于2021-04-17） （中文（中国大陆））
6. ↑  ,   [2021-04-13], （原始内容存档于2021-07-11） （中文（中国大陆））
7. ↑  News, A. B. C. . ABC News.   [2021-04-13]. （原始内容存档于2021-04-14） （英语）.